# Palazzo Passarini Falletti
Il palazzo Passarini Falletti è un palazzo nobiliare sito in via Panisperna a Roma nel rione Monti, attualmente proprietà dei Falletti di Villafalletto.

## Storia
Il palazzo come lo conosciamo oggi fu costruito nella prima metà del Settecento, sulle ceneri di un precedente insediamento architettonico del Seicento. La fabbrica fu ordinata da Felice Passarini di Roffiano, che da Norcia, si trasferì Roma nel 1715, dove fu chierico di camera per il papa Benedetto XIV e conservatore in Campidoglio.

Si ricorda anche che colpito da violenta polmonite il Cardinale Giuseppe Maria Tomasi (Santo per la Chiesa Cattolica) si spense nel suo appartamento del palazzo il 1º Gennaio 1713.

## Architettura
L'edificio consta di tre piani più un ammezzato.
La facciata si presenta con un portale rettangolare sovrastato da un balcone retto da mensoloni decorati da ghirlande; ai suoi lati quattro finestre architravate con davanzali poggiati su mensole e sottostanti finestrelle.
La finestre si aprono al piano nobile architravate con timpani, mentre ai piani superiori incorniciate. 
Il portale immette in un cortile ornato da una fontana, inserita in una nicchia affiancata da due erme di satiro. La fontana è costituita da una doppia valva di conchiglia, una aderente al muro e l'altra che funge da vasca poggiante su massi di tufo, dalla quale l'acqua, attraverso alcune scanalature, deborda nella sottostante vasca di raccolta semicircolare in laterizio.
Dal cortile si giunge alla scalinata principale che conduce alle sale del piano nobile, dove hanno avuto luogo imponenti restauri. La più ampia è la sala del trono, con soffitto a cassettone e lampadari di Murano, seguita dalle affrescate sala dei cherubini, del cavaliere e delle ninfe. Gli affreschi sono stati realizzati da esponenti della scuola barocca romana, tra cui Carlo Maratta.

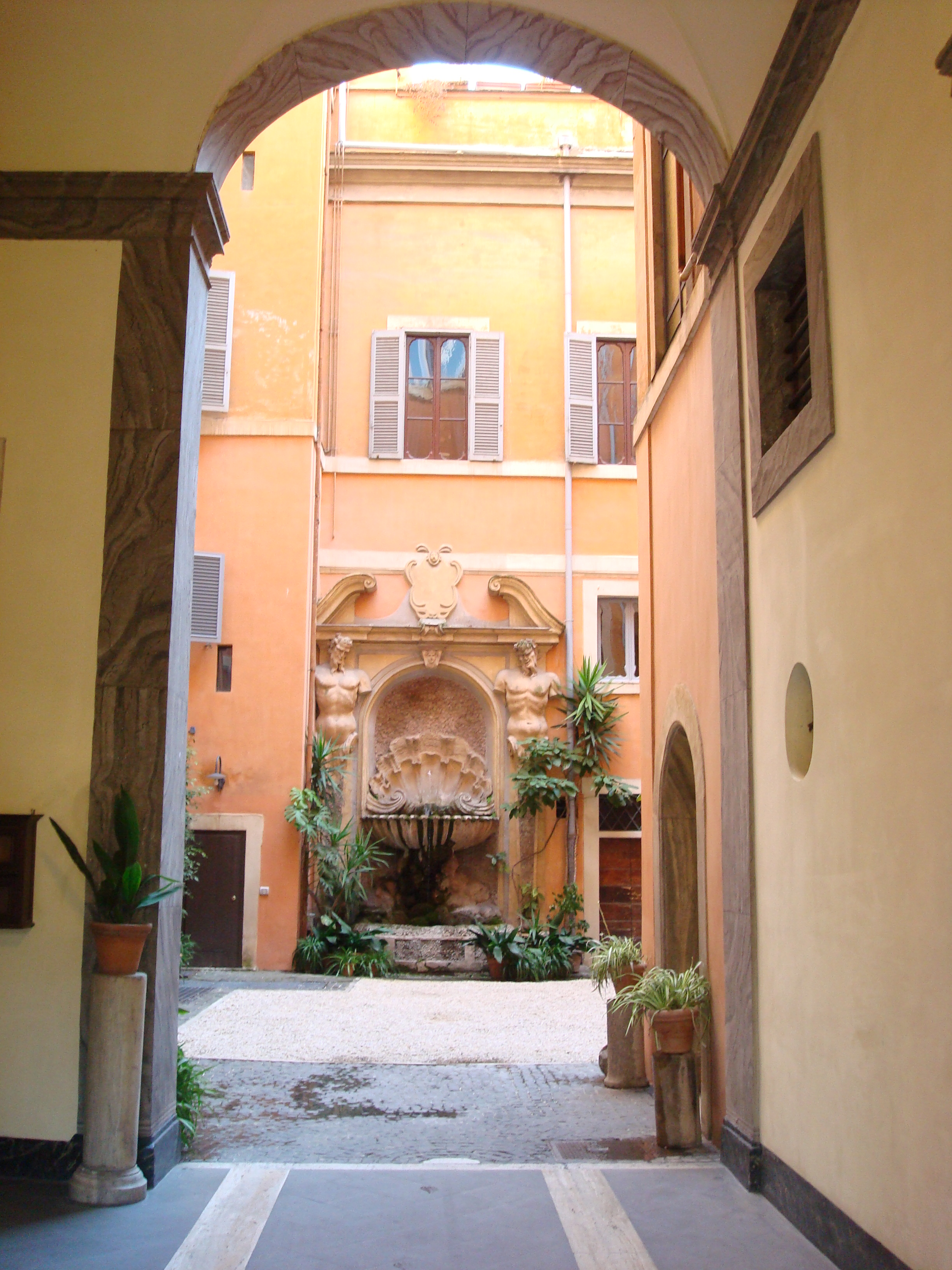
Ingresso
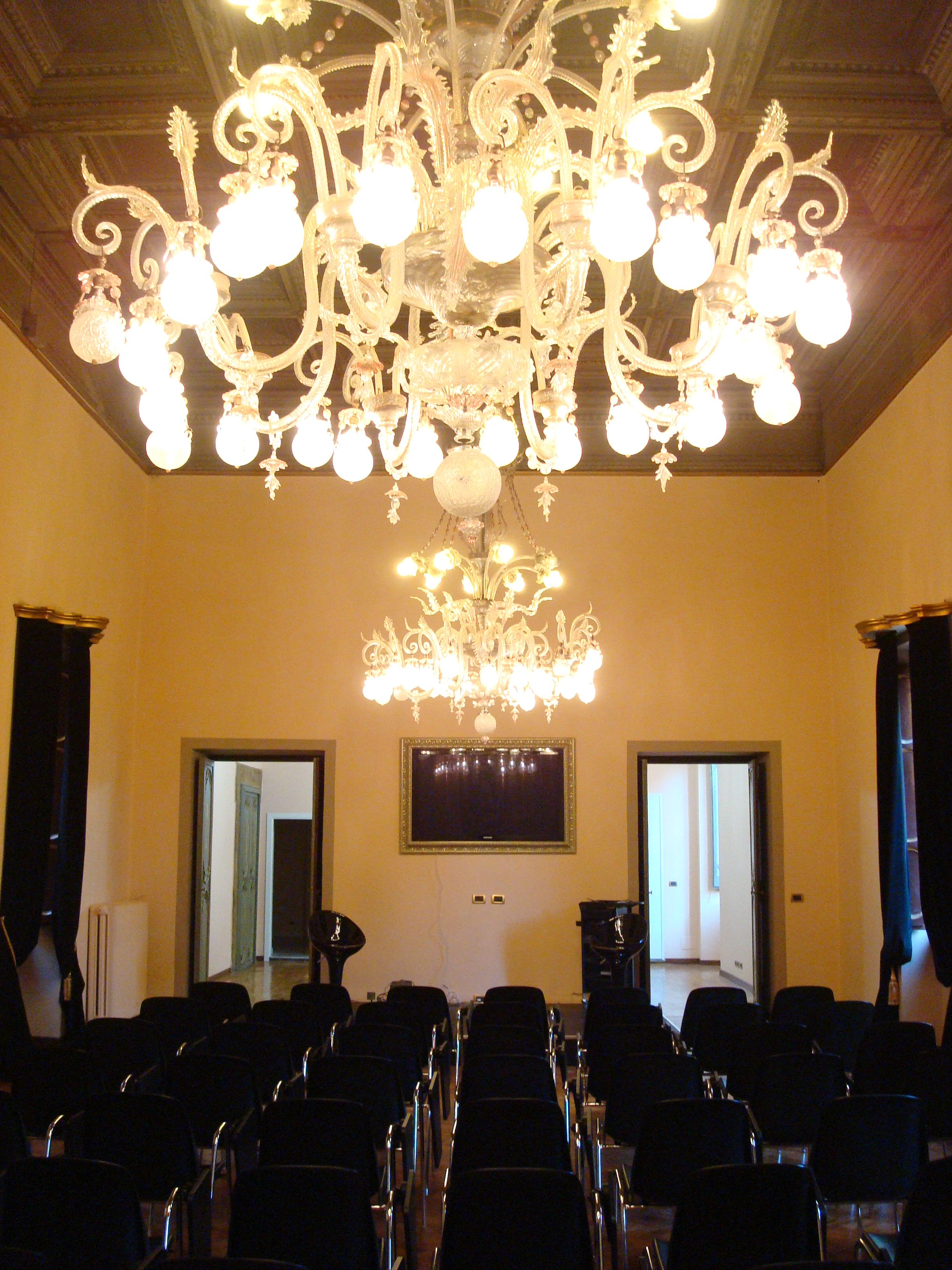
Sala del trono
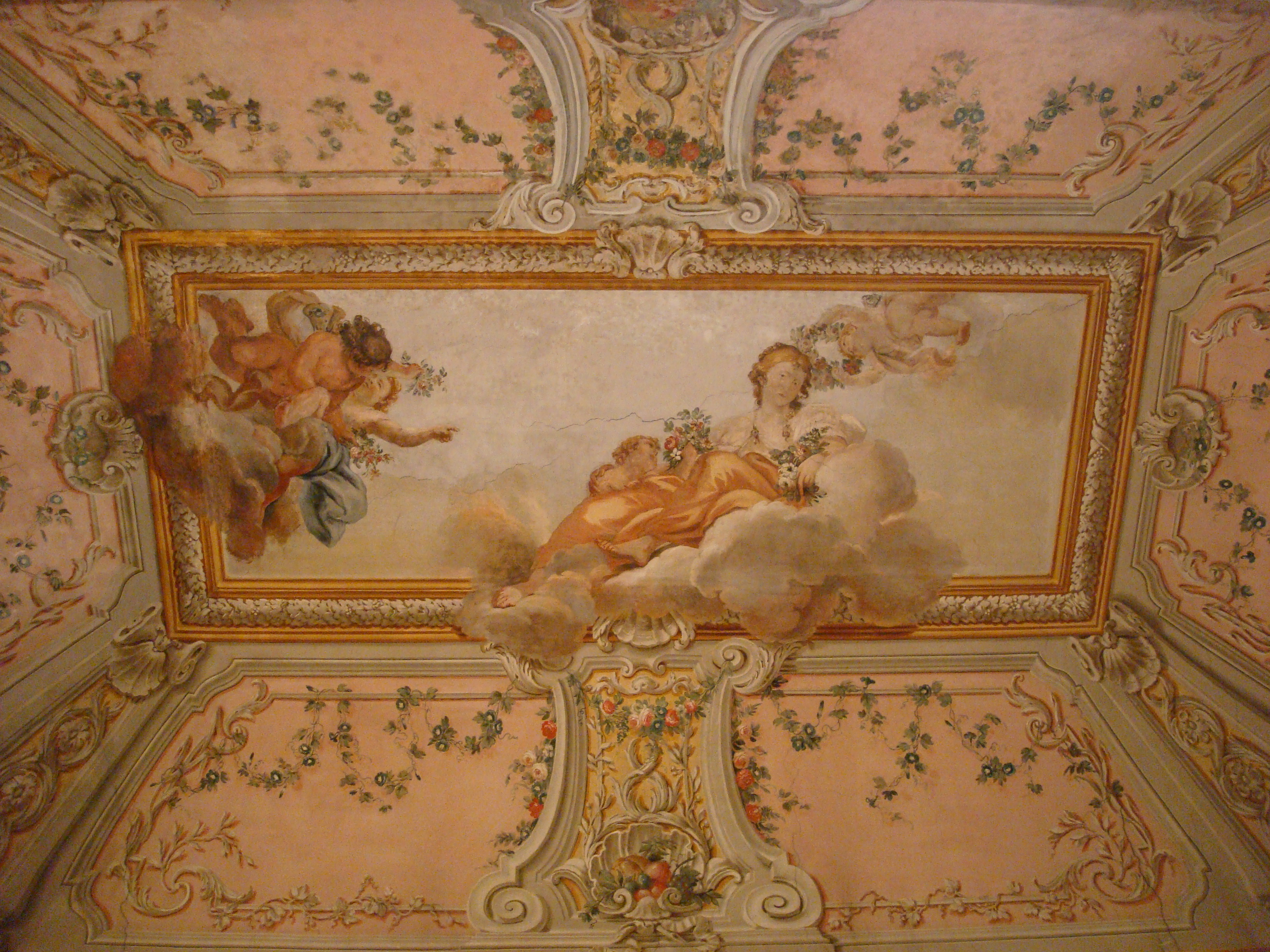
Affresco piano nobile